# Petrich Peak
Der Petrich Peak (englisch; bulgarisch връх Петрич wrach Petritsch) ist ein 760 m hoher und vereister Berg auf der Livingston-Insel im Archipel der Südlichen Shetlandinseln. Er ragt 0,4 km östlich des Ticha Peak, 1,98 km südwestlich des Melnik Peak und 1,25 km westlich des Asparuh Peak im Zentrum des Bowles Ridge auf.
Bulgarische Wissenschaftler kartierten ihn im Zuge der Vermessungen der Tangra Mountains zwischen 2004 und 2005. Die bulgarische Kommission für Antarktische Geographische Namen benannte ihn 2005 nach der Stadt Petritsch im Südwesten Bulgariens.